# Festival Internacional de Cine de Berlín de 2023
El 73º Festival Internacional de Cine de Berlín, generalmente llamado Berlinale, tuvo lugar del 16 al 26 de febrero de 2023. 
Fue la primera Berlinale completamente presencial desde la 70.ª de 2020. El festival ha añadido este año un nuevo premio a la mejor serie de televisión.

## Jurado

### Selección oficial

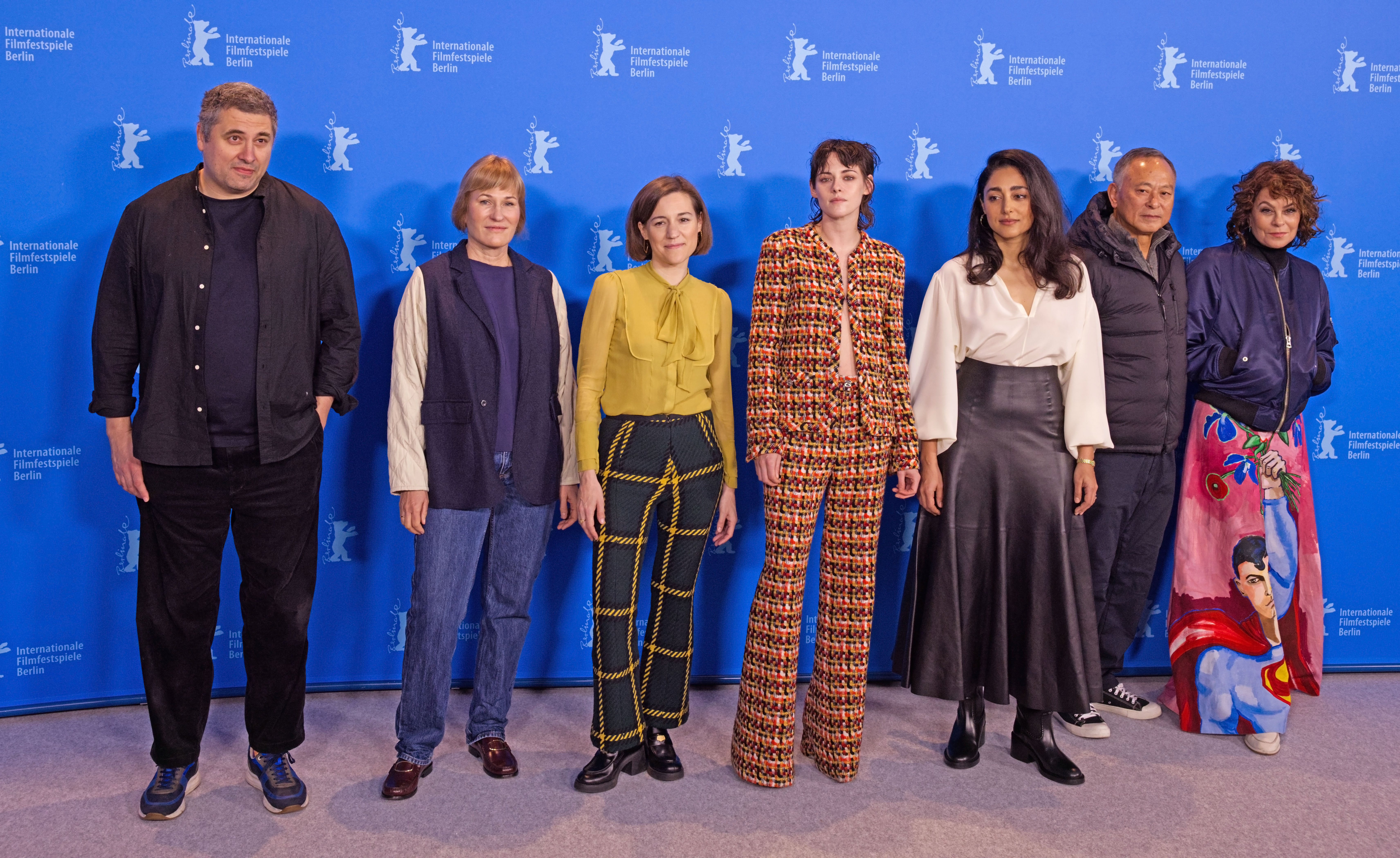
Jurado de la competencia principal

Los siguientes integraron el jurado de la sección de la competencia principal de la Berlinale:
- Kristen Stewart, actriz, directora y guionista estadounidense (presidenta del jurado)
- Golshifteh Farahani, actor iraní-francés
- Valeska Grisebach, directora y guionista alemana
- Radu Jude, director y guionista rumano
- Francine Maisler, directora de casting y productora estadounidense
- Carla Simón, directora y guionista española
- Johnnie To, director y productor de Hong Kong

### Encuentros
- Angeliki Papoulia, actriz y directora de teatro griega
- Dea Kulumbegashvili, directora de cine y escritora georgiana
- Paolo Moretti, programador de festivales y académico italiano

## Selección oficial
Las siguientes 19 películas fueron seleccionadas para la competencia principal de los premios Oso de Oro y Oso de Plata:
| Título internacional                        | Título original                          | Director(es)                 | País de origen                       |
| ------------------------------------------- | ---------------------------------------- | ---------------------------- | ------------------------------------ |
| 20.000 Species of Bees                      | 20.000 especies de abejas                | Estibaliz Urresola Solaguren | España                               |
| Afire                                       | Röter Himmel                             | Christian Petzold            | Alemania                             |
| Art College 1994                            | Art College 1994                         | Liu Jian                     | China                                |
| Bad Living                                  | Mal Viver                                | João Canijo                  | Portugal, Francia                    |
| BlackBerry                                  | BlackBerry                               | Matt Johnson                 | Canadá                               |
| Disco Boy                                   | Disco Boy                                | Giacomo Abbruzzese           | Italia                               |
| Ingeborg Bachmann – Journey into the Desert | Ingeborg Bachmann - Reise in die Wüste   | Margarethe von Trotta        | Alemania, Suiza, Austria, Luxemburgo |
| Limbo                                       | Limbo                                    | Ivan Sen                     | Australia                            |
| Manodrome                                   | Manodrome                                | Juan Trengove                | Reino Unido, Estados Unidos          |
| Music                                       | Music                                    | Angela Schanelec             | Alemania, Francia, Serbia            |
| On the Adamant                              | Sur l'Adamant                            | Nicolás Philibert            | Francia, Japón                       |
| Past Lives                                  | Past Lives                               | Celine Song                  | Estados Unidos                       |
| The Plough                                  | Le grand chariot                         | Philippe Garrel              | Francia, Suiza                       |
| The Shadowless Tower                        | 白塔之光                                 | Zhang Lu                     | China                                |
| Someday We'll Tell Each Other Everything    | Irgendwann werden wir uns alles erzählen | Emily Atef                   | Alemania                             |
| The Survival of Kindness                    | The Survival of Kindness                 | Rolf de Heer                 | Australia                            |
| Suzume                                      | Suzume                                   | Makoto Shinkai               | Japón                                |
| Till the End of the Night                   | Bis ans Ende der Nacht                   | Christoph Hochhäusler        | Alemania                             |
| Tótem                                       | Tótem                                    | Lila Avilés                  | México, Dinamarca, Francia           |

## Encuentros
Las 16 películas siguientes han sido seleccionadas para la sección Encuentros:
| Título internacional            | Título original                  | Director(es)                    | País de origen                                    |
| ------------------------------- | -------------------------------- | ------------------------------- | ------------------------------------------------- |
| Absence                         | 雪云                             | Wu Lang                         | China                                             |
| The Adults                      | The Adults                       | Dustin Guy Defa                 | Estados Unidos                                    |
| The Cage is Looking for a Bird  | Kletka ishet ptitsu              | Malika Musaeva                  | Francia, Rusia                                    |
| Eastern Front                   | Shidniy front                    | Vitaly Mansky, Yevhen Titarenko | Letonia, República Checa, Ucrania, Estados Unidos |
| The Echo                        | El eco                           | Tatiana Huezo                   | México, Alemania                                  |
| Here                            | Here                             | Bas Devos                       | Bélgica, China                                    |
| Family Time                     | Mummola                          | Tia Kouvo                       | Finlandia, Suecia                                 |
| In the Blind Spot               | Im toten Winkel                  | Ayşe Polat                      | Alemania                                          |
| In Water                        | 물 안에서                        | Hong Sang-soo                   | Corea del Sur                                     |
| The Klezmer Project             | Adentro mío estoy bailando       | Leandro Koch, Paloma Schahmann  | Argentina, Austria                                |
| Living Bad                      | Viver Mal                        | João Canijo                     | Portugal, Francia                                 |
| My Worst Enemy                  | Mon pire ennemi                  | Mehran Tamadon                  | Francia, Suiza                                    |
| Orlando, My Political Biography | Orlando, ma biographie politique | Paul B. Preciado                | Francia                                           |
| Samsara                         | Samsara                          | Lois Patiño                     | España                                            |
| The Walls of Bergamo            | Le mura di Bergamo               | Stefano Savona                  | Italia                                            |
| White Plastic Sky               | Müanyag égbolt                   | Tibor Bánóczki, Sarolta Szabó   | Hungría, Eslovaquia                               |

## Panorama
Las siguientes películas han sido seleccionadas para la sección Panorama:
| Título internacional                                     | Título original                                          | Director(es)                  | País de origen                           |
| -------------------------------------------------------- | -------------------------------------------------------- | ----------------------------- | ---------------------------------------- |
| After                                                    | After                                                    | Anthony Lapia                 | Francia                                  |
| All the Colours of the World Are Between Black and White | All the Colours of the World Are Between Black and White | Babatunde Apalowo             | Nigeria                                  |
| Ambush                                                   | Ghaath                                                   | Chhatrapal Ninawe             | India                                    |
| The Burdened                                             | Al Murhaqoon                                             | Amr Gamal                     | Yemen, Sudán, Arabia Saudita             |
| The Beast in the Jungle                                  | La Bête dans la jungle                                   | Patric Chiha                  | Francia, Bélgica, Austria                |
| The Castle                                               | El castillo                                              | Martín Benchimol              | Argentina                                |
| Drifter                                                  | Drifter                                                  | Hannes Hirsch                 | Alemania                                 |
| Do You Love Me?                                          | Ty mene lubysh?                                          | Tonia Noyabrova               | Ucrania, Suecia                          |
| Femme                                                    | Femme                                                    | Sam H. Freeman, Ng Choon Ping | Reino Unido                              |
| Green Night                                              | 绿夜                                                     | Han Shuai                     | Hong Kong, China                         |
| Hello Dankness                                           | Hello Dankness                                           | Soda Jerk                     | Australia                                |
| Heroic                                                   | Heroico                                                  | David Zonana                  | México, Suecia                           |
| Inside                                                   | Inside                                                   | Vasilis Katsoupis             | Grecia, Alemania, Bélgica                |
| Matria                                                   | Matria                                                   | Álvaro Gago                   | España                                   |
| Midwives                                                 | Sages-femmes                                             | Léa Fehner                    | Francia                                  |
| Opponent                                                 | Motståndaren                                             | Milad Alami                   | Suecia                                   |
| Passages                                                 | Passages                                                 | Ira Sachs                     | Francia                                  |
| Perpetrator                                              | Perpetrator                                              | Jennifer Reeder               | Estados Unidos, Francia                  |
| Property                                                 | Propriedade                                              | Daniel Bandeira               | Brasil                                   |
| The Quiet Migration                                      | Stille Liv                                               | Malene Choi                   | Dinamarca                                |
| Reality                                                  | Reality                                                  | Tina Satter                   | Estados Unidos                           |
| Silver Haze                                              | Silver Haze                                              | Sacha Polak                   | Países Bajos, Reino Unido                |
| Sira                                                     | Sira                                                     | Apolline Traoré               | Burkina Faso, Francia, Alemania, Senegal |
| The Siren                                                | La Sirène                                                | Sepideh Farsi                 | Francia, Alemania, Luxemburgo, Bélgica   |
| Sisi & I                                                 | Sisi & Ich                                               | Frauke Finsterwalder          | Alemania, Suiza, Austria                 |
| The Teachers' Lounge                                     | Das Lehrerzimmer                                         | İlker Çatak                   | Alemania                                 |

## Forum
Las siguientes películas han sido seleccionadas para la sección Forum:
| Título internacional                           | Título original                                | Director(es)                | País de origen                      |
| ---------------------------------------------- | ---------------------------------------------- | --------------------------- | ----------------------------------- |
| Allensworth                                    | Allensworth                                    | James Benning               | Estados Unidos                      |
| Anqa                                           | Anqa                                           | Helin Çelik                 | Austria, España                     |
| About Thirty                                   | Arturo a los 30                                | Martin Shanly               | Argentina                           |
| Being in a Place – A Portrait of Margaret Tait | Being in a Place – A Portrait of Margaret Tait | Luke Fowler                 | Reino Unido                         |
| The Bride                                      | The Bride                                      | Myriam U. Birara            | Ruanda                              |
| Cidade Rabat                                   | Cidade Rabat                                   | Susana Nobre                | Portugal, Francia                   |
| Concrete Valley                                | Concrete Valley                                | Antoine Bourges             | Canadá                              |
| Dearest Fiona                                  | Dearest Fiona                                  | Fiona Tan                   | Países Bajos                        |
| De Facto                                       | De Facto                                       | Selma Doborac               | Austria, Alemania                   |
| The Intrusion                                  | O estranho                                     | Flora Dias, Juruna Mallon   | Brasil, Francia                     |
| The Temple Woods Gang                          | Le Gang des Bois du Temple                     | Rabah Ameur-Zaïmeche        | Francia                             |
| Leaving and Staying                            | Gehen und Bleiben                              | Volker Koepp                | Alemania                            |
| Horse Opera                                    | Horse Opera                                    | Moyra Davey                 | Estados Unidos                      |
| Between Revolutions                            | Între revoluții                                | Vlad Petri                  | Rumania, Croacia, Catar, Irán       |
| There Is a Stone                               | Ishi ga aru                                    | Tatsunari Ota               | Japón                               |
| Where God Is Not                               | Jaii keh khoda nist                            | Mehran Tamadon              | Francia, Suiza                      |
| The Trial                                      | El juicio                                      | Ulises de la Orden          | Argentina, Italia, Francia, Noruega |
| Calls from Moscow                              | Llamadas desde Moscú                           | Luís Alejandro Yero         | Cuba, Alemania, Noruega             |
| Mammalia                                       | Mammalia                                       | Sebastian Mihăilescu        | Rumania, Polonia, Alemania          |
| Our Body                                       | Notre corps                                    | Claire Simon                | Francia                             |
| A Golden Life                                  | Or de vie                                      | Boubacar Sangaré            | Burkina Faso, Benín, Francia        |
| Notes from Eremocene                           | Poznámky z Eremocénu                           | Viera Čákanyová             | Eslovaquia, República Checa         |
| The Face of the Jellyfish                      | El rostro de la medusa                         | Melisa Liebenthal           | Argentina                           |
| Remembering Every Night                        | Subete no Yoru wo Omoidasu                     | Yui Kiyohara                | Japón                               |
| This Is the End                                | This Is the End                                | Vincent Dieutre             | Francia                             |
| Forms of Forgetting                            | Unutma Biçimleri                               | Burak Çevik                 | Turquía                             |
| Regardless of Us                               | 우리와 상관없이                                | Yoo Heong-jun               | Corea del Sur                       |
| In Ukraine                                     | W Ukrainie                                     | Tomasz Wolski, Piotr Pawlus | Polonia                             |

## Generación

### Generación Kplus
| Título internacional                     | Título original                      | Director(es)                                                 | País de origen                                                       |
| Animation                                | Animation                            | Animation                                                    | Animation                                                            |
| ---------------------------------------- | ------------------------------------ | ------------------------------------------------------------ | -------------------------------------------------------------------- |
| Aaaah!                                   | Aaaah!                               | Osman Cerfon                                                 | Francia                                                              |
| Cinderella                               | Cinderella                           | Walt Disney, Wilfred Jackson, Clyde Geronimi, Hamilton Luske | Estados Unidos                                                       |
| Dede Is Dead                             | Deniska umřela                       | Philippe Kastner                                             | República Checa                                                      |
| Deep Sea                                 | 深海                                 | Tian Xiaopeng                                                | China                                                                |
| A Greyhound of a Girl                    | A Greyhound of a Girl                | Enzo D'Alò                                                   | Luxemburgo, Italia, Irlanda, Reino Unido, Letonia, Estonia, Alemania |
| Just Super                               | Helt super                           | Rasmus A. Sivertsen                                          | Noruega                                                              |
| Pond                                     | Tümpel                               | Lena von Döhren, Eva Rust                                    | Suiza                                                                |
| Somni                                    | Somni                                | Sonja Rohleder                                               | Alemania                                                             |
| Spin & Ella                              | Spin & Ella                          | An Vrombaut                                                  | Bélgica                                                              |
| To Be Sisters                            | Entre deux sœurs                     | Darvazeye royaha                                             | Francia                                                              |
| George-Peterland                         | Gösta Petter-land                    | Christer Wahlberg                                            | Suecia                                                               |
| Closing Dynasty                          | Closing Dynasty                      | Lloyd Lee Choi                                               | Estados Unidos                                                       |
| Dancing Queen                            | Dancing Queen                        | Aurora Gossé                                                 | Noruega                                                              |
| Dusk                                     | Timis                                | Awa Moctar Gueye                                             | Senegal                                                              |
| I Woke Up With a Dream                   | Desperté con un sueño                | Pablo Solarz                                                 | Argentina                                                            |
| Gaby's Hills                             | Gaby les collines                    | Zoé Pelchat                                                  | Canadá                                                               |
| Kiddo                                    | Kiddo                                | Zara Dwinger                                                 | Países Bajos                                                         |
| Magma                                    | Magma                                | Luca Meisters                                                | Países Bajos                                                         |
| Nanitic                                  | Nanitic                              | Carol Nguyen                                                 | Canadá                                                               |
| Sea Sparkle                              | Zeevonk                              | Domien Huyghe                                                | Bélgica, Países Bajos                                                |
| She – Hero                               | Mimi                                 | Mira Fornay                                                  | Eslovaquia                                                           |
| The Shift                                | Sværddrage                           | Møller Hansen                                                | Dinamarca                                                            |
| Sweet As                                 | Sweet As                             | Jub Clerc                                                    | Australia                                                            |
| Xiaohui and His Cows                     | 小晖和他的牛                         | Xinying Lao                                                  | China                                                                |
| Of Dreams in the Dream of Another Mirror | De songes au songe d'un autre miroir | Yunyi Zhu                                                    | Francia                                                              |
| Waking Up in Silence                     | Waking Up in Silence                 | Mila Zhluktenko, Daniel Asadi Faezi                          | Alemania                                                             |

### Generación 14plus
| Título internacional                           | Título original                                | Director(es)                                 | País de origen                      |
| ---------------------------------------------- | ---------------------------------------------- | -------------------------------------------- | ----------------------------------- |
| Adolfo                                         | Adolfo                                         | Sofía Auza                                   | Estados Unidos, México              |
| Autobio-Pamphlet                               | Aatmapamphlet                                  | Ashish Avinash Bende                         | India                               |
| Almamula                                       | Almamula                                       | Juan Sebastian Torales                       | Argentina, Francia, Italia          |
| Before Madrid                                  | Antes de Madrid                                | Ilén Juambeltz, Nicolás Botana               | Uruguay                             |
| Delegation                                     | Ha'Mishlahat                                   | Asaf Saban                                   | Israel, Polonia, Alemania           |
| Hito                                           | Hito                                           | Stephen Lopez                                | Filipinas                           |
| Incroci                                        | Incroci                                        | Francesca de Fusco                           | Estados Unidos, Alemania            |
| Infantry                                       | Infantaria                                     | Laís Santos Araújo                           | Brasil                              |
| The Lost Boys                                  | Le Paradis                                     | Zeno Graton                                  | Bélgica, Francia                    |
| Madden                                         | Madden                                         | [Malin Ingrid Johansson                      | Suecia                              |
| Ma mère et moi                                 | Ma mère et moi                                 | Emma Branderhorst                            | Países Bajos                        |
| Mirror Mirror                                  | Mirror Mirror                                  | Sandulela Asanda                             | Sudáfrica                           |
| Catching Birds                                 | Mise à nu                                      | with Anna Stanic, Fethi Aidouni, Marin Judas | Alemania, Austria, Francia          |
| And Me, I'm Dancing Too                        | Man khod, man ham miraghsam                    | Mohammad Valizadegan                         | Alemania, República Checa, Irán     |
| Tomorrow Is a Long Time                        | 明天比昨天长久                                 | Jow Zhi Wei                                  | Singapur, Taiwán, Francia, Portugal |
| Mutt                                           | Mutt                                           | Vuk Lungulov-Klotz                           | Estados Unidos                      |
| From the Corner of My Eyes                     | Szemem sarka                                   | Domonkos Erhardt                             | Hungría                             |
| Sica                                           | Sica                                           | Carla Subirana                               | España                              |
| Simo                                           | Simo                                           | Aziz Zoromba                                 | Canadá                              |
| When Will It Be Again Like It Never Was Before | Wann wird es endlich wieder so, wie es nie war | Sonja Heiss                                  | Alemania                            |
| Now.Here                                       | 一时一刻                                       | Hao Zhao                                     | China                               |